# Shōgyō-ji d'Akkeshi
Shōgyō-ji (正行寺) est un temple bouddhiste Jōdo Shinshū japonais situé à Akkeshi, île de Hokkaidō au Japon. Fondé en 1879, le hondō' (本堂) de 1799, déplacé de  Itoigawa dans la préfecture de Niigata en 1910, a été désigné bien culturel important du Japon,.

### Articles annexes
- Terre pure